# Agrilus khunborom
Agrilus khunborom – gatunek chrząszcza z rodziny bogatkowatych i podrodziny Agrilinae.
Gatunek ten opisany został w 2018 roku przez Eduarda Jendeka i Wasilija Griebiennikowa na łamach Zootaxa. Jako miejsce typowe wskazano okolice Gnai i góry Phou Pan w Laosie. Epitet gatunkowy pochodzi od Khun Boroma, legendarnego protoplasty Tajów.
Chrząszcz o prawie równoległobocznym w zarysie ciele długości 4,5–7 mm. Wierzch ciała jest dwubarwny. Głowa wyposażona jest w oczy złożone o średnicy większej niż połowa szerokości ciemienia. Ciemię jest gęsto pomarszczone i ma pośrodkowy wcisk. Czułki mają piłkowanie zaczynające się od czwartego członu. Przedplecze jest podłużne do kwadratowego, najszersze pośrodku; ma szeroki i łukowaty płat przedni dosięgający wysokości przednich kątów, lekko łukowate i w tyle zafalowane brzegi boczne oraz ostre kąty tylne. Na powierzchni przedplecza występują wciski przednio-środkowy, tylno-środkowy i para głębokich wcisków bocznych. Boczne żeberka przedplecza są umiarkowanie zbieżne. Tarczka jest zredukowana. Pokrywy mają rozrzedzone owłosienie i osobno wyostrzone wierzchołki. Przedpiersie ma łukowato wykrojoną odsiebną krawędź płata oraz płaski wyrostek międzybiodrowy o prawie równoległych bokach. Zapiersie odznacza się płaskim wyrostkiem międzybiodrowym. Odwłok ma zmodyfikowany guzkami pierwszy z widocznych sternitów (wentryt) oraz łukowatą wierzchołkową krawędź pygidium. Genitalia samca cechują się symetrycznym, najszerszym u wierzchołka, stępionym na szczycie edeagusem.
Owad orientalny, endemiczny dla Laosu, znany tylko z prowincji Houaphan.